# Autoroute A140
Die Autoroute A 140 ist eine französische Autobahn mit Beginn in Bouleurs und dem Ende in Meaux. Die Autobahn hat eine Länge von 10,0 km.

## Geschichte
- November 1975: Eröffnung Bouleurs – Chermont (A 4 – A 346), 1. Fahrbahn
- 1976: Eröffnung Bouleurs – Chermont (A 4 – A 346), 2. Fahrbahn
- 14. September 2006: Eröffnung Chermont – Villenoy (A 346 – RD330)
- 20. Dezember 2007: Eröffnung der Abfahrt Quincy-Voisins (Abfahrt 1)
- 15. Dezember 2008: Eröffnung der Abfahrt Bouleurs (A 4)